# Hörningen
Hörningen ist ein Ortsteil der Stadt Nordhausen in Thüringen.

## Geografie
Hörningen liegt etwa acht Kilometer nordwestlich von Nordhausen, im südlichen Vorland des Harzes. Unmittelbar nördlich des Ortes befindet sich das Gipskarst-Naturschutzgebiet Sattelköpfe (Hörninger Kuppen). Das in unmittelbarer südwestlicher Nachbarschaft liegende Naturdenkmal Großes Seeloch ist eine Karsterscheinung mit 17 m Tiefe und hatte in frühgeschichtlicher Zeit Bedeutung als Kultstätte.

## Geschichte
Das Dorf Hörningen wurde 1238 urkundlich erstmals erwähnt. Das Umland von Hörningen war allerdings schon in der Vorzeit besiedelt. Auf dem Bergsporn Birkenkopf, einem östlichen Ausläufer des Kohnsteins, befinden sich drei hintereinanderliegende Wälle, die wahrscheinlich eine Wallburg der späten Bronze- und Eisenzeit schützten.
Der Ort nahm 1945 besonders viele Heimatvertriebene auf. Die Bauern wurden in den 1950er Jahren der Zwangskollektivierung mit Bildung von zwei Landwirtschaftlichen Produktionsgenossenschaften unterworfen, die 1961 zusammengelegt wurden. Zur Zeit der DDR lag Hörningen in der 5-Kilometer-Sperrzone der Innerdeutschen Grenze und wurde 1963 deshalb wieder aus Herreden ausgemeindet. Erst 1994 wurde der Ort nach Nordhausen eingemeindet.
Etwa 600 Meter westlich des Ortes wurde von 2001 bis 2006 ein Windpark mit fünf Windrädern errichtet errichtet. Direkt südwestlich davon sollen bis 2026 weitere fünf Windkraftanlagen errichtet werden.

## Ortsbürgermeister
Seit 2009 ist Norbert Helmke (parteilos, ehemals CDU) Ortsteilbürgermeister von Hörningen. Er wurde 2009 mit 93,7 Prozent der Stimmen gewählt und trat die Nachfolge von Alfred Junker an, der das Amt seit der Wiedervereinigung bekleidet hatte. Zuletzt wurde er 2024 mit 90,9 Prozent der Stimmen im Amt bestätigt.

## Sehenswürdigkeiten
Die Dorfkirche Hörningen ist eine evangelische Kirche, die im Jahr 1753 erbaut wurde.
Die Sachseneiche hat einen Brusthöhenumfang von 6,15 m (2016).

## Persönlichkeiten
- Claudia Bechstein (* 1978), Fotomodell und Moderatorin